# Sダクト

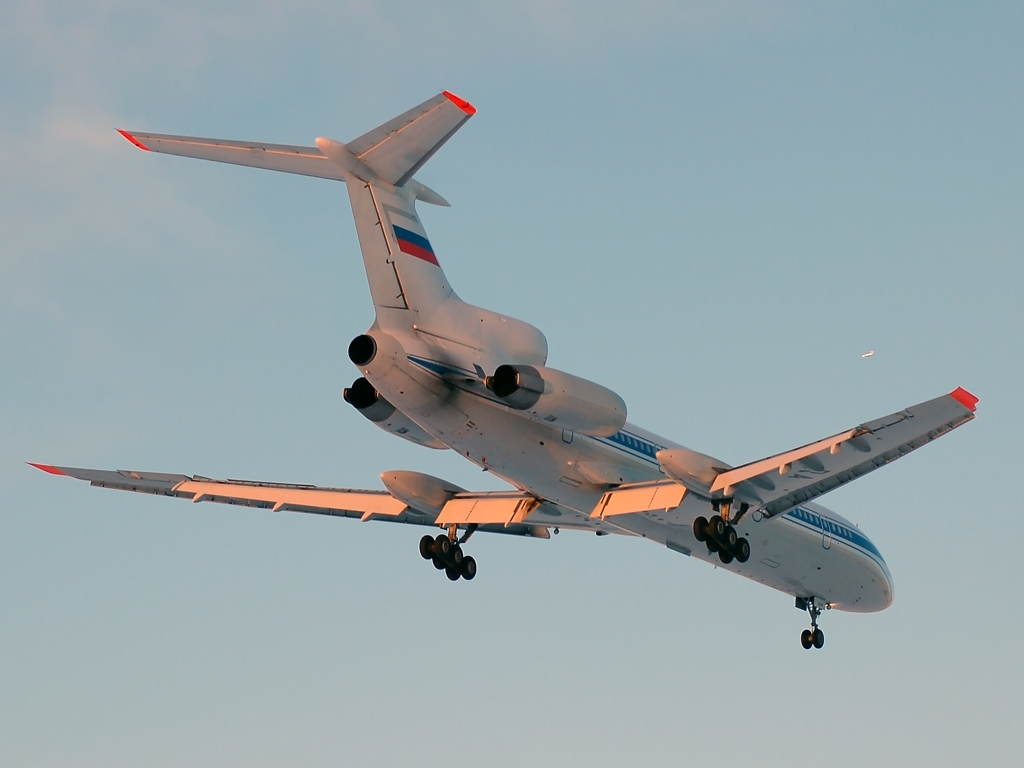
Tu-154の中央エンジンはSダクトを介して供給される

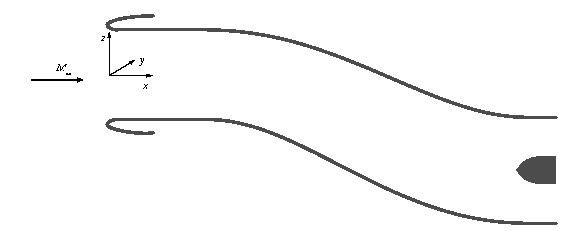
Sダクト形状

Sダクト（英語: S-duct）（または曲がりくねった形の入口）は、いくつかのタイプの三発ジェット航空機で使用されるジェットエンジンの吸気ダクトの一種。この構成では、吸気は航空機の後部中央上部、垂直尾翼の上または下にあり、排気とエンジンは航空機の後部にある。 Sダクトは、航空機の尾翼または尾にあり、Sダクトの形状は独特で簡単に認識できる。1962年にホーカー・シドレートライデントで始まり、いくつかの航空機で使用された。現在、Sダクト設計を使用する民間用航空機で生産が続いているのはダッソーファルコン7Xおよびダッソーファルコン900ビジネスジェットのみである。

## メリットとデメリット
Sダクトは、中央エンジンを三発ジェット機に配置するための解決策として発明された。 Sダクトは、代替の三発ジェット機の設計よりも保守が容易であった。ほとんどの三発ジェット機の設計は、Sダクトレイアウトを選択している。マクドネル・ダグラスDC-10およびMD-11三発ジェット機の設計者だけが、Sダクトを使用せず、「ストレートスルー」レイアウトを採用することを選択している。ストレートスルーレイアウトはエンジンを地上の高い位置に置き、アクセスを困難にし、また、航空機の総空力抵抗を2〜4％増加させる。
DC-10およびMD-11のストレートスルー設計と比較して、Sダクトにより、フィンが短くなり、ラダーが縦軸に近くなる。
ロッキードL-1011トライスターでは、エンジニアは、Sダクトの曲線をエンジン吸気径の半径の4分の1未満に制限することにより、ストレートスルー設計に匹敵するエンジン性能を維持することができた。Sダクトの設計により、空の航空機の総重量も削減され、L-1011の設計中に行われた調査では、Sダクトを使用した場合の損失は、上記の節約によって十分に補われることが示された。
S字型ダクトエンジンは、コストのかかる設計であるが、最新のジェットエンジンは1970年代よりも強力で信頼性が高く、2つのエンジンだけで航空機に安全に動力を供給することができるため、三発ジェット機設計は大型旅客機には使用されなくなった。最新のダッソーファルコン7Xおよびファルコン8Xビジネスジェットは、すべてのファルコンがこれまで設計されてきた15〜30kNクラスの小型エンジンの継続的な使用を可能にしながら、大幅に大きな総推力を提供する。国際的な航空規制では、トリプルエンジンのレイアウトは、冗長性を高めるために本質的に安全であると考えられており、これにより、3つ以上のエンジンを搭載した航空機に対してのみ高高度で特定の飛行場を使用できる。

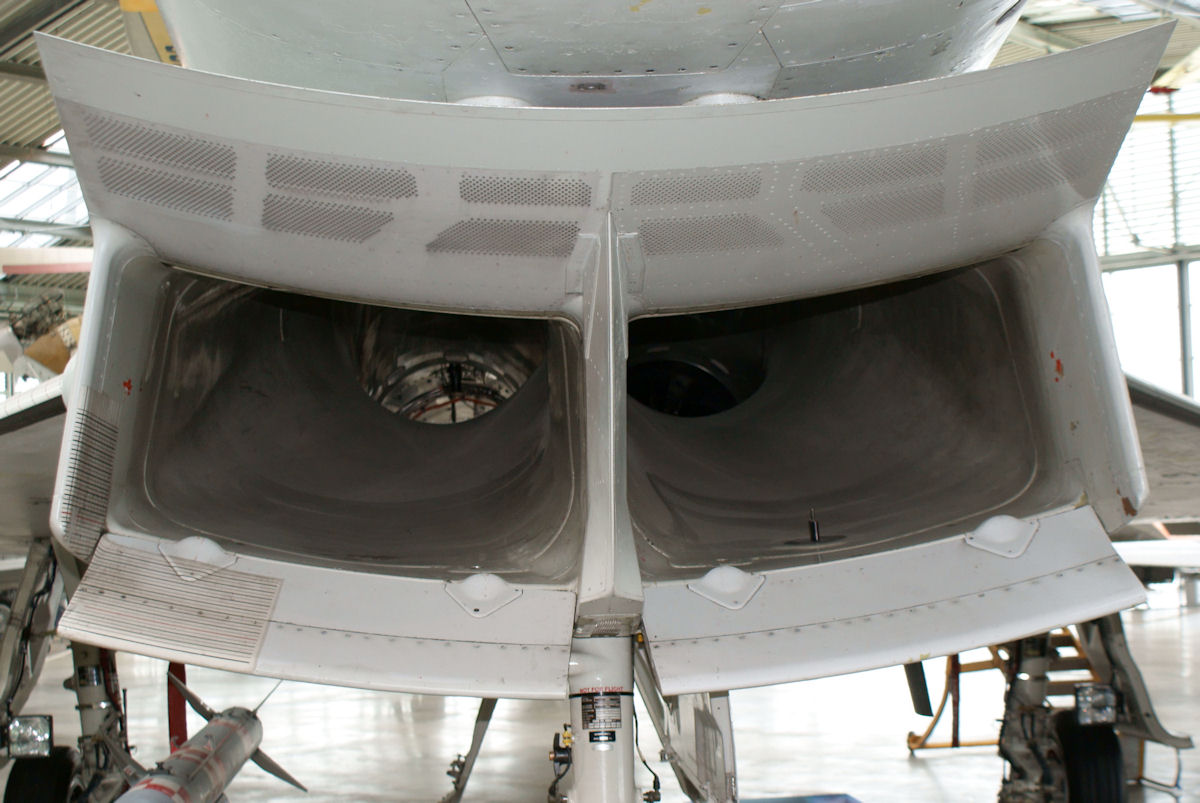
ユーロファイター タイフーンのSダクト。インテークより上方にエンジンの吸気口が設置されている（写真の機体ではエンジンが外されているため、後方から光が差し込んでいる）。

Sダクトは戦闘機にも使用されており、ジェットエンジン前部をレーダーから遮断するという重要な利点がある。回転するコンプレッサーブレードないしファンブレードは、ダクトの滑らかな側面と比較して強力なレーダーリターンを生成する（レーダー反射断面積が大きくなる）ため、ステルス性を重視する場合にはSダクト方式が採用される。戦闘機のSダクトは旅客機とは逆に胴体（LERXを含む）の下側に吸気口を配置するように設計されるが、戦闘機は高い運動性を持たせるために高い迎角で機動することが多く、高迎角時にも安定した空気流入量を確保するためである。

## Sダクト航空機のリスト
現在Sダクトを装備する航空機で製造が続けられている航空機は次のとおり。
- ダッソー ファルコン7X
- ダッソー ファルコン900
- ダッソー ラファール
- ユーロファイター タイフーン
- ロッキードマーティン F-35ライトニングII

### 生産終了
- ボーイング727
- ダッソー ファルコン 50
- エピック ビクトリー（英語版）
- ホーカー・シドレー・トライデント
- IAI ラビ（逆Sダクト、下側の吸気口と上部胴体のノズル付き）
- ロッキードL-1011TriStar
- ロッキードマーティン F-22ラプター
- ロッキード F-22（YF-22）
- ミコヤン プロジェクト1.44
- ノースロップ・グラマン B-2スピリット
- ノースロップ YF-23 （逆Sダクト）
- ショート SC.1（英語版）
- スホーイ Su-47
- ツポレフ Tu-154
- ツポレフ Tu-154M
- ヤコブレフ Yak-40
- ヤコブレフ Yak-42

ボーイング747-300三発ジェット機（後の747-300とは違う）はSダクトレイアウトで設計されたが、製造はされていない。